# Lijst van presidenten van Liberia
Hieronder volgt een overzicht van presidenten en andere machthebbers van Liberia:

## Staatshoofden van Liberia (1839-heden)

### Gouverneur van Liberia (1839-1848)
| Gouverneur | Gouverneur                         | Ambtstermijn |
| ---------- | ---------------------------------- | ------------ |
|            | Thomas Buchanan (1808-1841)        | 1839-1841    |
|            | Joseph Jenkins Roberts (1809-1876) | 1841-1848    |

### Presidenten van Liberia (1848-1871)
| Nr. | President | President                               | Ambtstermijn   | Ambtstermijn    | Partij     |
| --- | --------- | --------------------------------------- | -------------- | --------------- | ---------- |
| 1   |           | Joseph Jenkins Roberts (1x) (1809-1876) | 3 januari 1848 | 7 januari 1856  | partijloos |
| 2   |           | Stephen Benson (1816-1865)              | 3 januari 1856 | 7 januari 1864  | partijloos |
| 3   |           | Daniel Bashiel Warner (1815-1880)       | 4 januari 1864 | 6 januari 1868  | TWP        |
| 4   |           | James Payne (1x) (1819-1882)            | 6 januari 1868 | 3 januari 1870  | RP         |
| 5   |           | Edward Roye (1815-1872)                 | 3 januari 1870 | 26 oktober 1871 | TWP        |

### Leden van het Uitvoerend Comité (1871)
| Charles Benedict Dunbar | okt.-nov. 1871 |
| Reginald Sherman        | okt.-nov. 1871 |
| Amos Herring            | okt.-nov. 1871 |
| Hilary R.W. Johnson     | okt.-nov. 1871 |

### Presidenten van Liberia (1871-1990)
| Nr. | President | President                               | Ambtstermijn     | Ambtstermijn     | Partij |
| --- | --------- | --------------------------------------- | ---------------- | ---------------- | ------ |
| 6   |           | James Skivring Smith (1825-1892)        | 26 oktober 1871  | 1 januari 1872   | TWP    |
| 7   |           | Joseph Jenkins Roberts (2x) (1809-1876) | 1 januari 1872   | 3 januari 1876   | RP     |
| 8   |           | James Payne (2x) (1819-1882)            | 3 januari 1876   | 7 januari 1878   | RP     |
| 9   |           | Anthony Gardiner (1820-1885)            | 7 januari 1878   | 20 januari 1883  | TWP    |
| 10  |           | Alfred Russell (1817-1884)              | 20 januari 1883  | 7 januari 1884   | TWP    |
| 11  |           | Hilary Johnson (1837-1901)              | 7 januari 1884   | 4 januari 1892   | TWP    |
| 12  |           | Joseph Cheeseman (1843-1896)            | 4 januari 1892   | 12 november 1896 | TWP    |
| 13  |           | William David Coleman (1842-1908)       | 12 november 1896 | 11 december 1900 | TWP    |
| 14  |           | Garretson Gibson (1832-1910)            | 11 december 1900 | 4 januari 1904   | TWP    |
| 15  |           | Arthur Barclay (1854-1938)              | 4 januari 1904   | 1 januari 1912   | TWP    |
| 16  |           | Daniel Howard (1861-1935)               | 1 januari 1912   | 5 januari 1920   | TWP    |
| 17  |           | Charles King (1875-1961)                | 5 januari 1920   | 3 december 1930  | TWP    |
| 18  |           | Edwin James Barclay (1882-1955)         | 3 december 1930  | 3 januari 1944   | TWP    |
| 19  |           | William Tubman (1895-1971)              | 3 januari 1944   | 23 juli 1971     | TWP    |
| 20  |           | William Richard Tolbert Jr. (1913-1980) | 23 juli 1971     | 12 april 1980    | TWP    |
| 21  |           | Samuel Doe (1951-1990)                  | 6 januari 1980   | 9 september 1990 | NDP    |

### Tegenregeringen (1990)
| Prince Yormie Johnson | sept.-nov. 1990 | INPF  |
| Charles Taylor        | sept.-nov. 1990 | NPFL  |
| David Nimley          | sept.-nov. 1990 | MODEL |
| Amos Sawyer           | sept.-nov. 1990 | LPP   |

### Presidenten van Liberia (1990-heden)
| Nr. | President | President                               | Ambtstermijn                    | Ambtstermijn                    | Partij     |
| --- | --------- | --------------------------------------- | ------------------------------- | ------------------------------- | ---------- |
| -   |           | Amos Sawyer (1945-2022) Interim         | 22 november 1990                | 7 maart 1994                    | LPP        |
| -   |           | David Kpormakpor (1935-2010) Voorzitter | 7 maart 1994                    | 1 september 1995                | partijloos |
| -   |           | Wilton Sankawulo (1937-2009) Voorzitter | 1 september 1995                | 3 september 1996                | partijloos |
| -   |           | Ruth Perry (1939-2017) Voorzitter       | 3 september 1996                | 2 augustus 1997                 | NDP        |
| 22  |           | Charles Taylor (1948)                   | 2 augustus 1997                 | 11 augustus 2003                | NPP        |
| 23  |           | Moses Zeh Blah (1947-2013)              | 11 augustus t/m 14 oktober 2003 | 11 augustus t/m 14 oktober 2003 | NPP        |
| -   |           | Charles Bryant (1949-2014) Voorzitter   | 14 oktober 2003                 | 16 januari 2006                 | LAP        |
| 24  |           | Ellen Johnson-Sirleaf (1938)            | 16 januari 2006                 | 22 januari 2018                 | UP         |
| 25  |           | George Weah (1966)                      | 22 januari 2018                 | 22 januari 2024                 | CDC        |
| 26  |           | Joseph Boakai (1944)                    | 22 januari 2024                 | heden                           | UP         |

Afkortingen:
- RP: Republikeinse Partij (liberaal)
- TWP: Ware Vrijheidspartij (liberaal)
- NDP: Nationaal-Democratische Partij (autoritair)
- INPF: Onafhankelijke Nationale Vaderlandslieve Front (afsplitsing NPFL)
- MODEL: Beweging voor Democratie in Liberia
- NPFL: Nationaal Patriottisch Front van Liberia
- LPP: Liberiaanse Volkspartij
- NPP: Nationaal Vaderlandslieve Partij (autoritair)
- LAP: Liberiaanse Actie Partij
- UP: Verenigde Partij
- CDC: Congress for Democratic Change